# Cercocebus chrysogaster
Cercocebus chrysogaster (Мангабі златочеревий) — вид приматів з роду Cercocebus родини мавпові.

## Опис
Тісно пов'язаний з Cercocebus agilis. Довжина голови й тіла від 40 до 62 см, самець крупніший. Хвіст 45-76 см в довжину. Самиця від 4,5 до 7, самець від 7 до 13 кілограмів. Хутро оливково-зелене або коричнево-зелене зверху, низ жовтий або яскраво-помаранчевий.

## Поширення
Цей вид знаходиться на південь від річки Конго, в центральному басейні річки Конго, ендемік Демократичної Республіки Конго.  Знайдений до 500 м над рівнем моря. Цей вид зустрічається в сезонно затоплюваній низовині й височині тропічних лісів і може проживати в галерейних лісах; іноді також записаний у вторинних лісах, і, мабуть сільськогосподарський шкідник у деяких областях.

## Стиль життя
Мало що відомо про звички цих тварин. Це денний вид, у яких розмір групи, ймовірно, в середньому близько 15 тварин. Дієта складається з фруктів, листя, грибів, насіння, горіхів, комах і дрібних птахів. Після вагітності 164-175 днів, як правило, тільки один малюк народжується. Тварина може досягати віку близько 30 років.

## Загрози та охорона
Найбільшу небезпеку для цього виду становить полювання (як для м'яса так і торгівлі); вони також можуть бути в небезпеці від локалізованої втрати середовища проживання. Цей вид занесений до Додатка II СІТЕС і класу B Африканської Конвенції про збереження природи і природних ресурсів.